# Mladen Bartulović
Mladen Bartulović (Kakanj, 5. listopada 1986.) bivši je hrvatski nogometaš.
Nogometnom se počeo baviti u Njemačkoj gdje je prognan za vrijeme rata, igrajući za Borussiu Dortmund. Kasnije je doselio u Kaštela kraj Splita gdje je igrao u kadetima lokalnog niželigaša NK Vala da bi nakon 1 godine igranja tamo preselio u redove splitskog Hajduka, gdje ga je na svojoj premijeri protiv Zadra u momčad gurnuo Blaž Slišković. Igrajući na poziciji lijevog braniča već na debiju iznudio je jedanaesterac za svoju momčad, a i u kasnijim je utakmicama igrao vrlo dobro, te zaradio epitet velike nade kluba. U međuvremenu je stigao i do mjesta mladog reprezentativca gdje je odigrao 10 utakmica.
Naredne, vrlo loše klupske sezone, bio je jedan od boljih, zaradivši poziv izbornika A-reprezentacije Cice Kranjčara na revijalni turnir Carlsberg Cup u Hong Kongu ( samo jedno poluvrijeme s domaćinom ). 
Međutim, nakon što je na ljeto došla ponuda ukrajinskog prvoligaša Dnjipra od 500.000 eura klub ga je prodao. Tu prodaju osudio je ponajviše slavni Tomislav Ivić koji je tvrdio da je to velika pogreška i kluba i igrača, no, Bartulović se u Ukrajini vrlo dobro snašao, i redovito bilježi nastupe u ukrajinskoj ligi. 
Statistika u Hajduku
| Natjecanje        | Nastupi | Zgoditci |
| ----------------- | ------- | -------- |
| Prvenstvo         | 44      | 3        |
| Kup               | 11      | 0        |
| Superkup          | 1       | 0        |
| Međunarodne       | 2       | 0        |
| Splitski podsavez | 0       | 0        |
| Ukupno            | 58      | 3        |
| Prijateljske      | 25      | 13       |
| Sveukupno         | 83      | 16       |

Prvi službeninastup u dresu Hajduka je protiv Zadra 28. kolovoza 2004. i to kao zamjena Mariu Grguroviću. Hajduk je pobijedio s 4:0 i to pogocima Blatnjaka, Pralije, Bušića i vratara Kale. Ovo je bio jedini zgoditak Tvrtka Kale za Hajduk.
U srpnju 2015., Bartulović prelazi u Vorskla Poltavu nakon devet godina provedenih u Dnjipro Dnjipropetrovsk. 